# Anything Else
Anything Else is een Amerikaanse romantische komediefilm uit 2003. Hij werd geschreven en geregisseerd door Woody Allen. De hoofdrollen werden vertolkt door Woody Allen, Jason Biggs en Christina Ricci.